# Nagy József (statikus)
Nagy József, (Tiszasüly, 1908 – Budapest, 1979) magyar szerkezettervező építőmérnök, statikus.

## Életpályája
Magán építési vállalata államosítása után 1949-től 1979-ig az Ipari Épülettervező Vállalat főstatikusa volt. 
Az 1950-es években Európa élvonalát jelentette az „Iparterves” szerkezettervezés, ahol teljesen újszerű módszereket dolgoztak ki a helyszíni előregyártás módjára. Ennek egyik legsikeresebb alkotója Nagy József volt. Erőművek, gyártócsarnokok, raktárak épültek fel rövid idő alatt vasbetonból, korszerű előregyártással. 
Az 1960-as években születtek Nagy József alkotói csúcsteljesítményei. Különleges középületek szerkezeteit hozta létre. Közismert a belvárosi Bécsi utca és Deák Ferenc utca sarkán álló, volt Chemolimpex irodaház, a későbbi OTP épület. Itt igen vékony falpillérekkel („pengepillérekkel”), óriás konzolokkal és a híressé vált vasbeton térbeli rácsos-tartós pénztárterem-lefedéssel keltett megdöbbenést. 
Szintén érdekes volt a Tihanyi Bisztró és a budapesti Országos Tervhivatal, a későbbi Egészségügyi Minisztérium szerkezete (Bp. V. ker., Arany János u. és Akadémia u. sarok).
A Nyíregyházi Konzervgyárban 41 méteres, óriási fesztávú tartókat készített olyan bátorsággal és minimális anyaghasználattal, hogy a Műszaki Egyetem szakértői is kétkedéssel fogadták. A ma is álló épület Nagy József elméletét igazolta.
Nagy jelentőségű volt a Debreceni Konzervgyár, a Budapesti Hulladékhasznosító Mű és az 1000 vagonos Tuzséri Almatároló megtervezése, amely a könnyűszerkezetes építésmód előfutára volt. Ez utóbbiért 1970-ben Ybl-díjjal jutalmazták több évtizedes alkotói életművét. Nagy József több újszerű statikai megoldása műegyetemi tananyaggá vált.

## Nagy Józsefemléktáblájánakavatása
1136 Budapest, Tátra u. 20/B.,  2008. március 29.

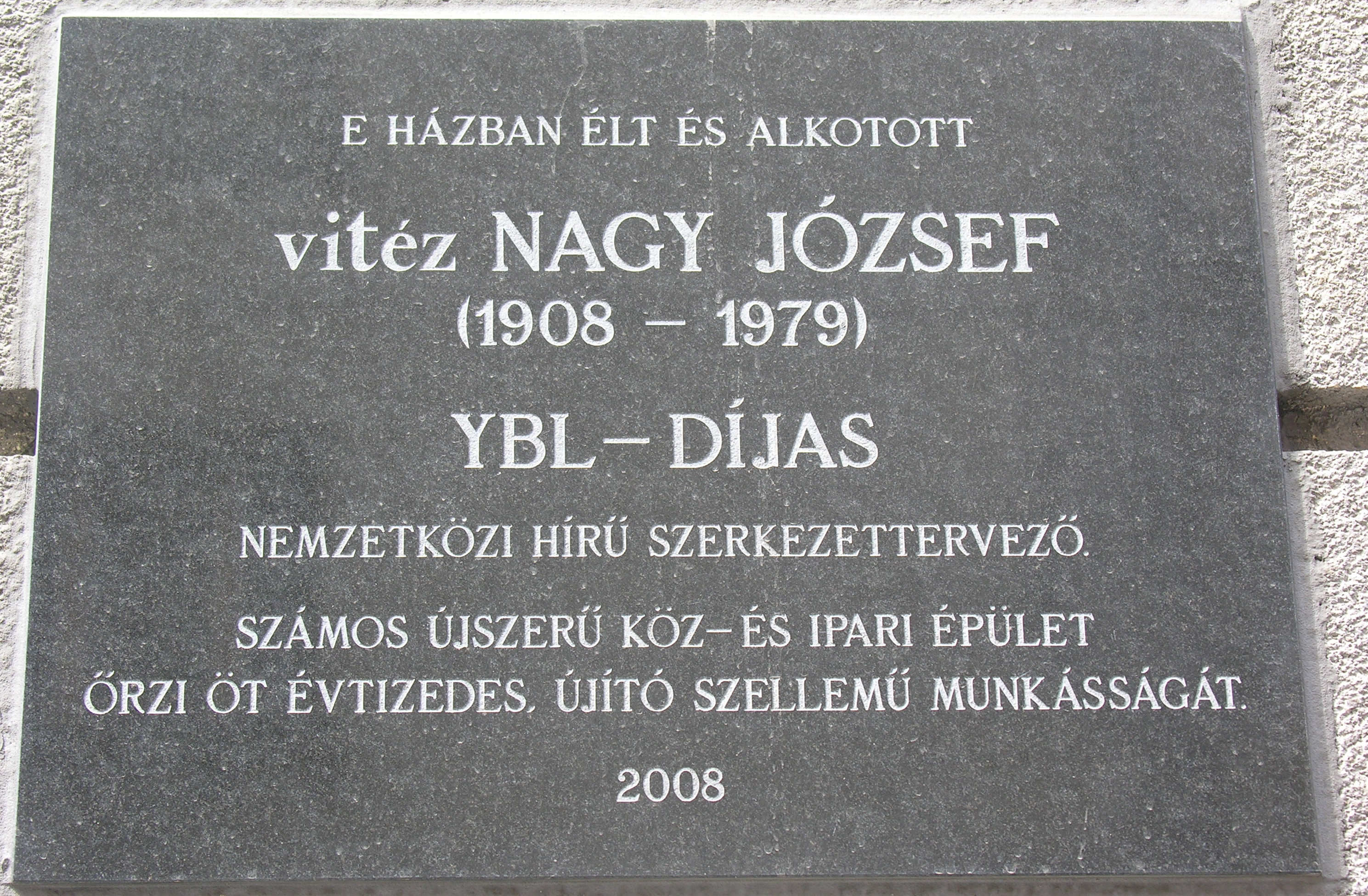
Nagy József emléktáblája

DLA Lázár Antal, a Budapesti Műszaki és Gazdaságtudományi Egyetem Ipari és Mezőgazdasági Épülettervezési Tanszékének emeritus professzora avató beszédéből:
„Nagy Józsefre emlékezünk, aki 100 évvel ezelőtt született. Ez az évforduló jó alkalmat ad arra, hogy a magyar alkotásokban igen gazdag XX. század egyik kiváló szerkezettervezője előtt fejet hajtsunk. Tehetsége veleszületett volt. Már gyermekkorában vonzódott a műszaki élet és a matematika megoldhatatlannak tűnő feladatainak megoldása felé.
A háború előtt saját ötleteit saját kivitelező vállalatával valósította meg. A háborúban szovjet munkaszolgálatra hurcolták. Hazatérte után folytatta műszaki tevékenységét. 1948-ban államosították a magánvállalatokat, közöttük Nagy Józsefét is. Az elsők között került be az újonnan létrehozott IPARTERV-be, ahol haláláig (1949-1979) folyamatosan dolgozott.”
„Egy rövid emlékezésben nem lehet felsorolni a lakó-, köz- és ipari épületeinek hosszú sorát. Nagy József szerette a kihívásokat, de nem szerette a sablonos, tucatszerű feladatokat. A munkájában mindig hitt, mindig határozott és őszinte ember volt. Nem szerette a mellébeszéléseket, az alkotó munkának azonban híve volt.
Nagy József már nincs közöttünk, de Európa-szerte híres épületei és ez az emléktábla őrzi különleges képességű, alkotó tudását.

## Nagy József fontosabb statikusi munkáinak jegyzéke

### A II. világháború előtt
- Ferihegy, repülőtér építésének megkezdése (a mai 1-es terminál elődje)
- A Budapesti Nemzetközi Vásár (BNV) egyes pavilonjai
- A GANZ-Mávag egyes csarnokai
- Egészségügyi Kerámiagyár, Délvidék

### A II. világháború után
- Salgótarján, 8 tantermes iskola (építész: Peschka Alfréd), MÉ 61/3
- Tihany, Bistro Delicatesse (építész: Gulyás Zoltán), MÉ 63/3
- Budapest V. ker., Chemolimpex-OTP irodaház (építész: Gulyás Zoltán), MÉ 64/1
- Budapest IX. ker., Üllői úti ABC Áruház (építész: Lőrincz József), MÉ 65/2
- Nyíregyháza, Konzervgyár (építész: Földesi Lajos), MÉ 65/6
- Budapest VII. ker., Szabadság Szálló (építész: Zilahy István), MÉ 66/2
- Budapest XV. ker., Erőmű Javító és Karbantartó Vállalat (ERŐKAR) új gyártelepe (építész: Székely Károly), MÉ 67/5
- Hévíz, Muskátli Étterem (építész: Zilahy István), MÉ 67/5
- Tatabánya, Új Megyei Kórház (építész: Rimanóczy Jenő), MÉ 67/6
- Debrecen, Konzervgyár és Hűtőház (építész: Földesi Lajos), MÉ 71/1
- Budafok, Áruház (építész: Jurcsik Károly), MÉ 71/2
- Tuzsér, 1000 vagonos Almatároló (építész: Farkas Ipoly, Nagy József), MÉ 71/4
- Budapest, V. ker. Arany János u., Országos Tervhivatal Székháza (építész: Hóka László), MÉ 71/4
- ÉMUK, Szerelőcsarnok (építész: Módos Ferenc), IPESZ
- Ózd, Kohászati Üzemek, Rúd- és Dróthengermű (építész: Nagy József), IPESZ
- Budapest V. ker., József nádor téri lakóház (építész: Földesi Lajos), IPESZ
- Budapest Rákospalotai Hulladékhasznosító Mű (építész: Lázár Antal)
- Budapest II. ker., Fillér u. 67. Lakóház (építész: Lázár Antal)
- Budapest II. ker., Napvirág u., Hatlakásos lakóház (építész: Lázár Antal)

A hivatkozások jelölései:
- MÉ – Magyar Építőművészet
- IPESZ – Ipari Építészeti Szemle

## Kitüntetések
1970 – Ybl-díj
Források: DLA Lázár Antal